# Isoda Koryūsai

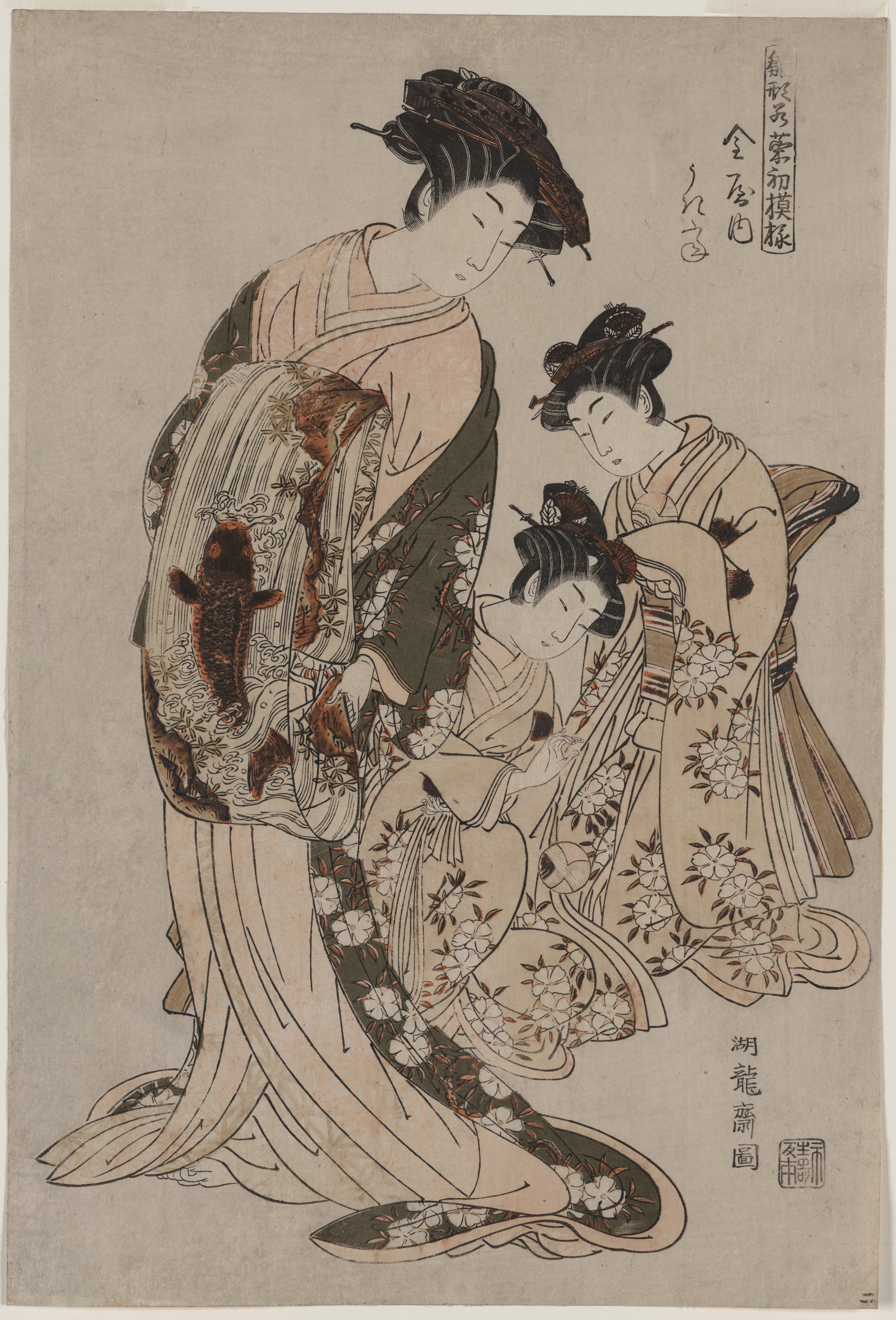
Hinagata wakana no hatsu moyō

Isoda Koryūsai (磯田湖龍齋?; 1735 – 1790) è stato un pittore e incisore giapponese, allievo e amico di Suzuki Harunobu.

## Biografia
Il suo nome personale era Isoda Shōbei Masakatsu e prima di divenire un apprezzato artista fu un samurai al servizio del clan Tsuchiya a Ogawamachi, nella città di Edo. Dopo la morte del suo padrone divenne un ronin e sciolto ogni vincolo di fedeltà al suo clan si trasferì ad Edo nel quartiere di Yagenbori, nei pressi del ponte Ryōgoku, non lontano dall'abitazione del suo amico e maestro Suzuki Harunobu. Pare che il suo primo maestro fosse Nishimura Shigenaga ma il suo influsso non emerse mai nelle sue opere. Fu invece molto vicino e probabilmente miglior allievo di Harunobu. Sotto Harunobu assunse il nome d'arte di Haruhiro e poi quello di Isoda Koryūsai. Intorno al 1781 fu insignito del titolo di hokkyō, il terzo grado più alto tra quelli assegnati agli artisti buddisti.
Di Koryūsai si ignora con certezza data di nascita e morte che dovrebbero essere 1735 e 1790 ma, è noto che fu attivo tra il 1764 e 1789. Nelle prime opere seguì lo stile di Harunobu e, dopo la sua morte la sua arte si avvicinò e venne vicendevolmente influenzata da artisti del calibro di Katsukawa Shunshō, Kitao Shigemasa e Torii Kiyonaga. Suoi soggetti prediletti furono le belle donne, sia le dame che le prostitute del quartiere di piacere di Yoshiwara ma, eccelse anche nella rappresentazione realistica della flora e della fauna, influenzando tutti gli artisti che si affacciarono al genere dopo di lui.